# Non Nok Tha
Non Nok Tha (Thai: โนนนกทา) ist ein archäologischer Fundplatz im oberen Einflussgebiet des Mae Nam Chi (Chi-Fluss) auf dem Hochland des Phu Wiang (einem Ausläufer der Phetchabun-Berge), Landkreis Phu Wiang, Provinz Khon Kaen in der Nordost-Region von Thailand, dem so genannten Isan.

## Grabungsgeschichte
Erste Grabungen begannen 1966 bis 1968 unter Wilhelm G. Solheim, Donn Bayard und Hamilton Parker und stellten einen Meilenstein in der archäologischen Erforschung Thailands dar, als man erstmals einen größeren bronzezeitlichen Platz untersuchen konnte. 

## Resultate
Die prähistorisch verwertbare Schichtung reicht bis etwa einen Meter Tiefe und enthält eine Reihe von Gräbern, die ineinander übergehen und über früheren Bestattungen liegen. Bayard konnte die Abfolge in eine frühe (FP) und mittlere Periode (MP) unterteilen, wobei die frühe in drei Phasen zerfällt, von denen die beiden ältesten (FP1-2) keine Bronze aufweisen und wahrscheinlich aus der Zeit zwischen 2000 und 1500 v. Chr. stammen.
Es besteht kein Zweifel darüber, dass die frühen Siedler von Non Nok Tha Reis verzehrten und dessen Abfälle zur Härtung von Tongefäßen genutzt wurde. Sie hielten auch Herden von domestizierten Rindern und Schweinen und hatten Hunde als Haustiere. Dies ist besonders interessant, da Hunde von Wölfen abstammen, die in Südostasien nicht beheimatet sind, wohl aber in China vorkommen. 
Die MP-Lagen weisen bronzezeitliche Artefakte auf, die aus der Zeit zwischen 1500 und 1000 v. Chr. stammen. 